# Henri Guérin
Henri Guérin (* 27. August 1921 in Montmirail, Département Marne; † 2. April 1995 in Saint-Coulomb, Département Ille-et-Vilaine) war ein französischer Fußballspieler und -trainer; von 1962 bis 1966 trainierte er Frankreichs Nationalmannschaft.

## Spielerkarriere

### Im Verein
Henri Guérin kam mit sieben Jahren in die bretonische Heimat seiner Mutter. Anfangs erwarb er sich sportliche Meriten eher als Leichtathlet denn als Fußballspieler, obwohl er bei La Tour d’Auvergne, einem Verein aus der katholischen Sportbewegung FSGP in Rennes, beide Sportarten betrieb: während Weltkrieg und deutscher Besetzung Frankreichs wurde er Bretagne-Meister über 100 m (Bestzeit: 11,1 Sekunden) und im Weitsprung, in dem er 1942 mit 6,85 m auch einen bretonischen Rekord aufstellte. In der Fußballsaison 1943/44, als in der französischen Division 1 regionale Auswahlmannschaften anstelle von Vereinsteams antraten, spielte er in der Équipe fédérale Rennes-Bretagne bzw. anschließend noch einige Monate für Drapeau Fougères, ehe er nach Rennes zurückkehrte und bei Stade Rennais Université Club Profi wurde. Guérin war ein konditionell starker und kämpferischer, technisch zwar nicht sonderlich begabter, dafür aber mit einer guten Spielübersicht ausgestatteter Verteidiger, der 1948 erstmals in die A-Nationalmannschaft berufen wurde (siehe unten). In den sechs Jahren bei Rennes waren zwar keine Titel zu gewinnen, aber immerhin reichte es dort zu einem 4. (1948/49) und einem 5. Rang (1945/46) in der höchsten Spielklasse.
1951 wechselte er zum Hauptstadtklub Stade Français, mit dem er ein Jahr später als Zweitligameister in die Division 1 zurückkehrte, und 1953 zur AS Aix – wiederum in die Division 2 –, wo er auf Jean Prouff traf, mit dem er schon in Rennes und bei der Nationalelf zusammengespielt hatte. Von 1955 bis 1961 arbeitete Henri Guérin als Spielertrainer bei Stade Rennes UC, der anfangs zwischen Erst- und Zweitklassigkeit pendelte (Aufstiege 1956 und 1958, Abstieg 1957).

#### Stationen
- La Tour d’Auvergne de Rennes (bis 1943)
- Équipe fédérale Rennes-Bretagne (1943/44)
- Drapeau de Fougères (1944)
- Stade Rennais Université Club (1945–1951)
- Stade Français Paris (1951–1953, 1951/52 in D2)
- Association Sportive Aixoise (1953–1955, in D2)
- Stade Rennais UC (1955–1961, als Spielertrainer; 1955/56 und 1957/58 in D2)

Ab 1948 135 Spiele und 4 Tore (davon 106/3 für Rennes) in der höchsten Spielklasse; für die vorangehenden Jahre liegen keine vollständigen Zahlen vor.

### In der Nationalmannschaft
Schon 1942 spielte er für die Auswahlelf des katholischen Sportverbands FSGP international gegen Portugal, zudem in der bretonischen Auswahlmannschaft um die Coupe des Provinces de France.
Von Oktober 1948 bis Juni 1949 wurde Henri Guérin auch zu drei A-Länderspielen für die Équipe tricolore berufen; im Anschluss an eine 1:5-Niederlage gegen Spanien, nach der der von Guérin sehr geschätzte Verbands-Sélectionneur (siehe unten) Gabriel Hanot zurücktrat, erklärte auch der Verteidiger das Ende seiner Tätigkeit im blauen Nationaltrikot.

## Der Trainer
Nach der Zeit als Spielertrainer bei Stade Rennes trat Henri Guérin 1961 die Stelle als Trainer beim Erstdivisionär AS Saint-Étienne an. In der Meisterschaft lief es nicht gut für die Verts, dafür im Pokal umso besser: am Saisonende musste die ASSE absteigen, konnte sich aber nach einem 1:0-Finalerfolg über den FC Nancy in die Siegerliste der Coupe de France eintragen. Guérin erlebte diese gegensätzlichen „Saisonhöhepunkte“ aber nur noch aus der Ferne, weil er Ende März 1962 vorzeitig entlassen worden war.
Er wurde daraufhin im Juli 1962 vom Fußballverband (FFF) als Nachfolger von Albert Batteux in das Amt des Nationaltrainers berufen, der bis 1964 allerdings nur für die körperliche Fitness der Spieler zuständig war – Spielerauswahl und Mannschaftsaufstellung unterlag einem oder mehreren Sélectionneurs, und deren „starker Mann“ hieß zu jener Zeit Georges Verriest. Nach einigen gelungenen Auftritten, etwa dem 1:1 und 5:2 gegen England (Qualifikation zur EM 1964) sowie Achtungserfolgen wie dem 2:2 bei der westdeutschen (1962) und dem 0:0 bei der spanischen Nationalelf (1963), bedeutete das Scheitern gegen Ungarn im EM-Viertelfinale einen ersten Rückschlag für Guérin.
Als Trainer legte er – sicherlich aus seiner eigenen, früheren Rolle als Spieler verständlich – viel Wert auf körperliche Robustheit seiner Spieler, und er stellte die Mannschaften eher defensiv ein. Andererseits hat er das durchaus offensiv ausgerichtete 4-2-4-System bei den Bleus eingeführt, das sich Mitte der 1960er Jahre bei den meisten der international erfolgreichen Vereins- und Auswahlteams durchsetzte. Im Juli 1964 – nach dem EM-Misserfolg schaffte die FFF das Auswahlkomitee ab – wurde er der erste allein verantwortliche Nationaltrainer Frankreichs – anfangs noch unter der Doppelbezeichnung Sélectionneur-Entraîneur –, und in dieser Rolle führte Henri Guérin die Équipe tricolore nach Erfolgen über Luxemburg, Norwegen und insbesondere den Angstgegner Jugoslawien zur WM-Endrunde 1966. Dort allerdings erlebte seine Elf ein Fiasko: zwei Tore und ein mageres Pünktchen (gegen Mexiko) in drei Begegnungen bedeuteten den letzten Platz in der Vorrundengruppe, wozu beigetragen hatte, dass Guérin „zwischen den unvereinbaren Systemvorschlägen seiner beiden Cotrainer Jasseron und Domergue hin- und herschwankte“. Sowohl aus Spielerkreisen als auch in der heimischen Sportpresse wurde dem Trainer eine zu defensive Auf- und Einstellung, die sich am Catenaccio orientierte, vorgeworfen; dass er beispielsweise einen kreativen Kopf wie Lucien Muller (FC Barcelona) nicht eine einzige Minute einsetzte und Robert Budzynski, der beim FC Nantes die hintere Viererkette auf einer Linie organisierte, als zusätzliche Sicherung hinter der Abwehr spielen ließ, stieß auf verbreitetes Unverständnis. Mittelfeldspieler Robert Herbin (AS Saint-Étienne) wurde mit den Worten zitiert: „Im Verein spielen wir nicht diese Betontaktik, sondern schießen Tore.“ Als der Nationaltrainer nicht von selbst zurücktrat, ersetzte die FFF ihn im September 1966 interimistisch durch ein erfolgreiches Vereinstrainerduo, Jean Snella von der AS Saint-Étienne und José Arribas vom FC Nantes.
Henri Guérin trainierte in der Folgezeit die Jugendnationalelf (Espoirs) und wurde 1970 Mitglied der Direction Technique Nationale (DTN), eines neu geschaffenen Verbandsgremiums. In dieser Funktion erwarb er sich große Verdienste um die Nachwuchsförderung, indem er ein Verfahren zur systematischen Sichtung und Ausbildung talentierter Jugendlicher aufbaute; die gesamte „Generation Platini“ ging aus dieser institutionalisierten und in Kooperation mit den Profiklubs organisierten Spielerförderung hervor, deren Trainingslager Guérin persönlich leitete. Bis zur WM 1986 gehörte der Bretone als Mitglied der DTN auch stets zu den französischen Delegationen bei Länderspielen.
Seinen anschließenden Ruhestand verlebte er in Saint-Coulomb nahe Rennes, wo er im Alter von 73 Jahren verstarb. Das Leistungszentrum des bretonischen Fußballverbands LBF in Ploufragan bei Saint-Brieuc trägt heute den Namen von Henri Guérin.

### Stationen
- 1955 bis 1961: Stade Rennes (Spielertrainer)
- 1961 bis 1962: AS Saint-Étienne
- 1962 bis 1966: Nationaltrainer Frankreichs